# Trent (râu)
Trentul este al treilea cel mai lung curs de apă din Regatul Unit. Izvorăște din Staffordshire la marginea de sud a localității Biddulph Moor⁠(d). Drenează majoritatea centrului și nordului zonei metropolitane Midlands la sud și est de izvoarele aflate la nord de Stoke-on-Trent. Râul este cunoscut pentru inundațiile dramatice de după furtuni și de la topirea zăpezilor primăvara, care, în trecut, ori de multe ori au făcut ca râul să-și schimbe cursul.
Râul trece prin Stoke-on-Trent, Burton upon Trent și Nottingham înainte de a se uni cu râul Ouse⁠(d) la Trent Falls⁠(d) pentru a forma Estuarul Humber⁠(d), prin care se varsă în Marea Nordului între Hull în Yorkshire și Immingham în Lincolnshire. Cursul râului a fost adesea descris ca fiind limita dintre Midlands și nordul Angliei.

## Numele
Numele de "Trent" provine de la un cuvânt celtic care probabil înseamnă „cu revărsări puternice”. Mai precis, numele poate fi un derivat din două cuvinte Celtice, tros („peste”) și hynt („drum”). 
O altă explicație ar putea fi faptul că acesta a fost considerat a fi un râu care poate fi traversat în principal prin intermediul unor vaduri, adică râul întretăia m ai multe drumuri mari. Acest lucru poate explica prezența elementului celtic rid (cf. cuvântul galez rhyd, „vad”) în diverse toponime de-a lungul Trentului, cum ar fi Hill Ridware⁠(d), precum și cuvântul sinonim, de origine în engleza veche, ford. O altă traducere este dată ca „intrusul”, referindu-se tot la inundații. Potrivit lui Koch de la Universitatea Țării Galilor⁠(d), numele de Trent ar deriva din romano-britanicul⁠(d) Trisantona, care la rândul lui provine din elementele proto-celtice combinate *tri-sent(o)-on-ā- (prin-cale-augmentativ-feminin-) „mare cale”. O opinie tradițională, dar, aproape sigur eronată este aceea a lui Izaak Walton, care afirmă în The Compleat Angler⁠(d) (1653) că Trent este „... astfel numit de la treizeci de feluri de pești care se găsesc în el, sau pentru că primește treizeci de râuri mai mici.”